# 贵州山核桃
贵州山核桃（学名：Carya kweichowensis）为胡桃科山核桃属下的一个种。其种加词“kweichowensis”意为“贵州的”。